# Okres Środa Wielkopolska
Okres Środa Wielkopolska (polsky Powiat średzki) je okres v polském Velkopolském vojvodství. Rozlohu má 623,18 km² a v roce 2019 zde žilo 58 879 obyvatel. Sídlem správy okresu je město Środa Wielkopolska.

## Gminy
Městsko-vesnické:
- Środa Wielkopolska
- Zaniemyśl

Vesnické:
- Dominowo
- Krzykosy
- Nowe Miasto nad Wartą

## Města
- Środa Wielkopolska
- Zaniemyśl

## Sousední okresy
| Růžice kompasu | Poznań       | Poznań                   | Września | Růžice kompasu |
| Růžice kompasu | Poznań, Śrem | Sever                    | Września | Růžice kompasu |
| Růžice kompasu | Poznań, Śrem | Okres Środa Wielkopolska | Września | Růžice kompasu |
| Růžice kompasu | Poznań, Śrem | Jih                      | Września | Růžice kompasu |
| Růžice kompasu | Śrem         | Jarocin                  | Jarocin  | Růžice kompasu |